# Liste der Bodendenkmale in Elsterberg
In der Liste der Bodendenkmale in Elsterberg sind die Bodendenkmale der Stadt Elsterberg und ihrer Ortsteile nach dem Stand der Auflistung von Volkmar Geupel aus dem Jahr 1983 aufgelistet. Eventuelle Änderungen und Ergänzungen, insbesondere aus der Zeit nach der Wende, sind nicht berücksichtigt, da für Sachsen aktuell keine neueren allgemein zugänglichen Bodendenkmallisten vorliegen. Die Baudenkmale sind in der Liste der Kulturdenkmale in Elsterberg aufgeführt.
| Denkmal-ID | Fundart          | Ortsteil | Bezeichnung | Zeitstellung    | Lage                                                   | Bemerkungen                                                                | Bild |
| ---------- | ---------------- | -------- | ----------- | --------------- | ------------------------------------------------------ | -------------------------------------------------------------------------- | ---- |
| ?          | besonderer Stein | Losa     | Kreuzstein  | Spätmittelalter | 250 m nordwestlich des Dorfplatzes am Weg nach Scholas | Kreuz aus einem Längs- und zwei Querstrichen, Schutz seit 24. Februar 1964 |      |